# Kyle Walker-Peters
Kyle Leonardus Walker-Peters (ur. 13 kwietnia 1997 w Edmonton) – angielski piłkarz występujący na pozycji obrońcy w angielskim klubie Southampton oraz w reprezentacji Anglii. Wychowanek Tottenhamu Hotspur.